# 평촌경영고등학교
평촌경영고등학교(坪村經營高等學校)는 대한민국 경기도 안양시 동안구 관양동에 있는 공립 고등학교이다.

## 학교 연혁
- 1994년 2월 28일 : 평촌정보산업고등학교 36학급 설립 인가
- 1994년 3월 1일 : 제1대 이홍구 교장 부임
- 1997년 6월 13일 : 체육관(정심관) 준공
- 2004년 12월 20일 : 도자기실, 미술실, 제과제빵실 준공
- 2012년 2월 9일 : 평촌경영고등학교 교명변경
- 2012년 2월 9일 : 학과개편(회계금융경영과, 소프웨어경영과, 항공관광경영과, 광고디자인경영과)
- 2018년 3월 1일 : 학과개편 (회계금융경영과, 스마트콘텐츠과, 관광경영과, 외식조리과)
- 2020년 3월 1일 : 제8대 김풍환 교장 부임
- 2023년 12월 13일 : 제28회 졸업식(248명, 총계 12,949명)
- 2024년 3월 4일 : 제31회 입학식(207명)

## 설치 학과
- 관광외국어과
- 미디어인플루언서과
- 스포츠산업경영과
- 외식조리과
- 미래융합경영과
- AI융합과
- 웰니스관광과
- 크리에이티브디자인과

## 참고 자료
- 평촌경영고등학교 - 한국교육학술정보원 학교알리미